# توماس بریدود
توماس بریدود (به انگلیسی: Thomas Braidwood) (1715-1806) به عنوان یک آموزگار در آموزش ناشنوایان شناخته می‌شود. وی در تکامل زبان اشاره انگلیسی نقش عمده‌ای داشت.

وی در هیلدهیدفارم، کاوینگتون در لنارک شایر اسکاتلند به دنیا آمد.